# Coleophora transcaspica
Coleophora transcaspica é uma espécie de mariposa do gênero Coleophora pertencente à família Coleophoridae.